# Bahnstrecke Obskaja–Karskaja
| |                          |                                     |                                     |
| Streckenlänge: | 572 km                   |                                     |                                     |
| Spurweite: | 1520 mm (Russische Spur) |                                     |                                     |
| |                          |                                     |                                     |
| \| \| \| Polarkreiseisenbahn von Tschum \| \| \| \| 0 \| Obskaja \| Obskaja \| \| \| \| Polarkreiseisenbahn nach Labytnangi \| \| \| \| 19 \| Rasjesd Nr. 1 \| Rasjesd Nr. 1 \| \| \| 32 \| Charbei \| Charbei \| \| \| 37 \| Rasjesd Nr. 2 \| Rasjesd Nr. 2 \| \| \| 57 \| Rasjesd Nr. 3 (außer Betrieb) \| Rasjesd Nr. 3 (außer Betrieb) \| \| \| 72 \| Longotjogan \| Longotjogan \| \| \| 76 \| Rasjesd Nr. 4 \| Rasjesd Nr. 4 \| \| \| 90 \| Jamto (abgebaut) \| Jamto (abgebaut) \| \| \| 110 \| Schtschutschja \| Schtschutschja \| \| \| 112 \| Rasjesd Nr. 5 \| Rasjesd Nr. 5 \| \| \| 128 \| Rasjesd Nr. 6 (abgebaut) \| Rasjesd Nr. 6 (abgebaut) \| \| \| 146 \| Rasjesd Nr. 7 (abgebaut) \| Rasjesd Nr. 7 (abgebaut) \| \| \| 157 \| Skalnaja \| Skalnaja \| \| \| 168 \| Rasjesd Nr. 8 (abgebaut) \| Rasjesd Nr. 8 (abgebaut) \| \| \| 189 \| Pajuta \| Pajuta \| \| \| \| nach Nowy Port (geplant) \| \| \| \| 193 \| Jonsorjacha \| Jonsorjacha \| \| \| 200 \| Rasjesd Nr. 9 (abgebaut) \| Rasjesd Nr. 9 (abgebaut) \| \| \| 222 \| Kanary (Rasjesd Nr. 10) \| Kanary (Rasjesd Nr. 10) \| \| \| 224 \| Jorkatajacha \| Jorkatajacha \| \| \| 247 \| Rasjesd Nr. 11 (außer Betrieb) \| Rasjesd Nr. 11 (außer Betrieb) \| \| \| 267 \| Chralow (Rasjesd Nr. 12) \| Chralow (Rasjesd Nr. 12) \| \| \| 283 \| Sosjangtosjo \| Sosjangtosjo \| \| \| 291 \| Rasjesd Nr. 13 \| Rasjesd Nr. 13 \| \| \| 312 \| Rasjesd Nr. 14 (abgebaut) \| Rasjesd Nr. 14 (abgebaut) \| \| \| 331 \| Wladimir Nak (Rasjesd Nr. 15) \| Wladimir Nak (Rasjesd Nr. 15) \| \| \| 333 \| Juribei-Brücke \| Juribei-Brücke \| \| \| 346 \| Rasjesd Nr. 16 (abgebaut) \| Rasjesd Nr. 16 (abgebaut) \| \| \| 365 \| Sochonto \| Sochonto \| \| \| 376 \| Rasjesd Nr. 18 (abgebaut) \| Rasjesd Nr. 18 (abgebaut) \| \| \| 400 \| Rasjesd Nr. 19 \| Rasjesd Nr. 19 \| \| \| 424 \| Rasjesd Nr. 20 \| Rasjesd Nr. 20 \| \| \| 438 \| Jassoweito \| Jassoweito \| \| \| 456 \| Rasjesd Nr. 21 (abgebaut) \| Rasjesd Nr. 21 (abgebaut) \| \| \| 466 \| Rasjesd Nr. 22 (abgebaut) \| Rasjesd Nr. 22 (abgebaut) \| \| \| 486 \| Rasjesd Nr. 23 \| Rasjesd Nr. 23 \| \| \| 507 \| Rasjesd Nr. 24 (abgebaut) \| Rasjesd Nr. 24 (abgebaut) \| \| \| 525 \| Bowanenkowo \| Bowanenkowo \| \| \| \| nach Tambei/Sabetta (geplant) \| \| \| \| 552 \| Rasjesd Nr. 25 (abgebaut) \| Rasjesd Nr. 25 (abgebaut) \| \| \| 557 \| Rasjesd Nr. 26 \| Rasjesd Nr. 26 \| \| \| 572 \| Karskaja \| Karskaja \| \| \| 678 \| Charassawei (im Bau) \| Charassawei (im Bau) \| |                          |                                     |                                     |
| Strecke von links |                          | Polarkreiseisenbahn von Tschum      | Polarkreiseisenbahn von Tschum      |
| Bahnhof | 0                        | Obskaja                             | Obskaja                             |
| Abzweig geradeaus und nach rechts |                          | Polarkreiseisenbahn nach Labytnangi | Polarkreiseisenbahn nach Labytnangi |
| Dienststation / Betriebs- oder Güterbahnhof | 19                       | Rasjesd Nr. 1                       | Rasjesd Nr. 1                       |
| Brücke über Wasserlauf | 32                       | Charbei                             | Charbei                             |
| Dienststation / Betriebs- oder Güterbahnhof | 37                       | Rasjesd Nr. 2                       | Rasjesd Nr. 2                       |
| ehemaliger Dienststation / Betriebs- oder Güterbahnhof | 57                       | Rasjesd Nr. 3 (außer Betrieb)       | Rasjesd Nr. 3 (außer Betrieb)       |
| Brücke über Wasserlauf | 72                       | Longotjogan                         | Longotjogan                         |
| Dienststation / Betriebs- oder Güterbahnhof | 76                       | Rasjesd Nr. 4                       | Rasjesd Nr. 4                       |
| ehemaliger Bahnhof | 90                       | Jamto (abgebaut)                    | Jamto (abgebaut)                    |
| Brücke über Wasserlauf | 110                      | Schtschutschja                      | Schtschutschja                      |
| Dienststation / Betriebs- oder Güterbahnhof | 112                      | Rasjesd Nr. 5                       | Rasjesd Nr. 5                       |
| ehemaliger Dienststation / Betriebs- oder Güterbahnhof | 128                      | Rasjesd Nr. 6 (abgebaut)            | Rasjesd Nr. 6 (abgebaut)            |
| ehemaliger Dienststation / Betriebs- oder Güterbahnhof | 146                      | Rasjesd Nr. 7 (abgebaut)            | Rasjesd Nr. 7 (abgebaut)            |
| Bahnhof | 157                      | Skalnaja                            | Skalnaja                            |
| ehemaliger Dienststation / Betriebs- oder Güterbahnhof | 168                      | Rasjesd Nr. 8 (abgebaut)            | Rasjesd Nr. 8 (abgebaut)            |
| Bahnhof | 189                      | Pajuta                              | Pajuta                              |
| Abzweig geradeaus und ehemals nach rechts |                          | nach Nowy Port (geplant)            | nach Nowy Port (geplant)            |
| Brücke über Wasserlauf | 193                      | Jonsorjacha                         | Jonsorjacha                         |
| ehemaliger Dienststation / Betriebs- oder Güterbahnhof | 200                      | Rasjesd Nr. 9 (abgebaut)            | Rasjesd Nr. 9 (abgebaut)            |
| Dienststation / Betriebs- oder Güterbahnhof | 222                      | Kanary (Rasjesd Nr. 10)             | Kanary (Rasjesd Nr. 10)             |
| Brücke über Wasserlauf | 224                      | Jorkatajacha                        | Jorkatajacha                        |
| ehemaliger Dienststation / Betriebs- oder Güterbahnhof | 247                      | Rasjesd Nr. 11 (außer Betrieb)      | Rasjesd Nr. 11 (außer Betrieb)      |
| Bahnhof | 267                      | Chralow (Rasjesd Nr. 12)            | Chralow (Rasjesd Nr. 12)            |
| Brücke über Wasserlauf | 283                      | Sosjangtosjo                        | Sosjangtosjo                        |
| Dienststation / Betriebs- oder Güterbahnhof | 291                      | Rasjesd Nr. 13                      | Rasjesd Nr. 13                      |
| ehemaliger Dienststation / Betriebs- oder Güterbahnhof | 312                      | Rasjesd Nr. 14 (abgebaut)           | Rasjesd Nr. 14 (abgebaut)           |
| Bahnhof | 331                      | Wladimir Nak (Rasjesd Nr. 15)       | Wladimir Nak (Rasjesd Nr. 15)       |
| Brücke über Wasserlauf | 333                      | Juribei-Brücke                      | Juribei-Brücke                      |
| ehemaliger Dienststation / Betriebs- oder Güterbahnhof | 346                      | Rasjesd Nr. 16 (abgebaut)           | Rasjesd Nr. 16 (abgebaut)           |
| Bahnhof | 365                      | Sochonto                            | Sochonto                            |
| ehemaliger Dienststation / Betriebs- oder Güterbahnhof | 376                      | Rasjesd Nr. 18 (abgebaut)           | Rasjesd Nr. 18 (abgebaut)           |
| Dienststation / Betriebs- oder Güterbahnhof | 400                      | Rasjesd Nr. 19                      | Rasjesd Nr. 19                      |
| ehemaliger Dienststation / Betriebs- oder Güterbahnhof | 424                      | Rasjesd Nr. 20                      | Rasjesd Nr. 20                      |
| Bahnhof | 438                      | Jassoweito                          | Jassoweito                          |
| ehemaliger Dienststation / Betriebs- oder Güterbahnhof | 456                      | Rasjesd Nr. 21 (abgebaut)           | Rasjesd Nr. 21 (abgebaut)           |
| ehemaliger Dienststation / Betriebs- oder Güterbahnhof | 466                      | Rasjesd Nr. 22 (abgebaut)           | Rasjesd Nr. 22 (abgebaut)           |
| Dienststation / Betriebs- oder Güterbahnhof | 486                      | Rasjesd Nr. 23                      | Rasjesd Nr. 23                      |
| ehemaliger Dienststation / Betriebs- oder Güterbahnhof | 507                      | Rasjesd Nr. 24 (abgebaut)           | Rasjesd Nr. 24 (abgebaut)           |
| Bahnhof | 525                      | Bowanenkowo                         | Bowanenkowo                         |
| Abzweig geradeaus und ehemals nach rechts |                          | nach Tambei/Sabetta (geplant)       | nach Tambei/Sabetta (geplant)       |
| ehemaliger Dienststation / Betriebs- oder Güterbahnhof | 552                      | Rasjesd Nr. 25 (abgebaut)           | Rasjesd Nr. 25 (abgebaut)           |
| Dienststation / Betriebs- oder Güterbahnhof | 557                      | Rasjesd Nr. 26                      | Rasjesd Nr. 26                      |
| Kopfbahnhof Strecke ab hier außer Betrieb | 572                      | Karskaja                            | Karskaja                            |
| Kopfbahnhof Streckenende (Strecke außer Betrieb) | 678                      | Charassawei (im Bau)                | Charassawei (im Bau)                |

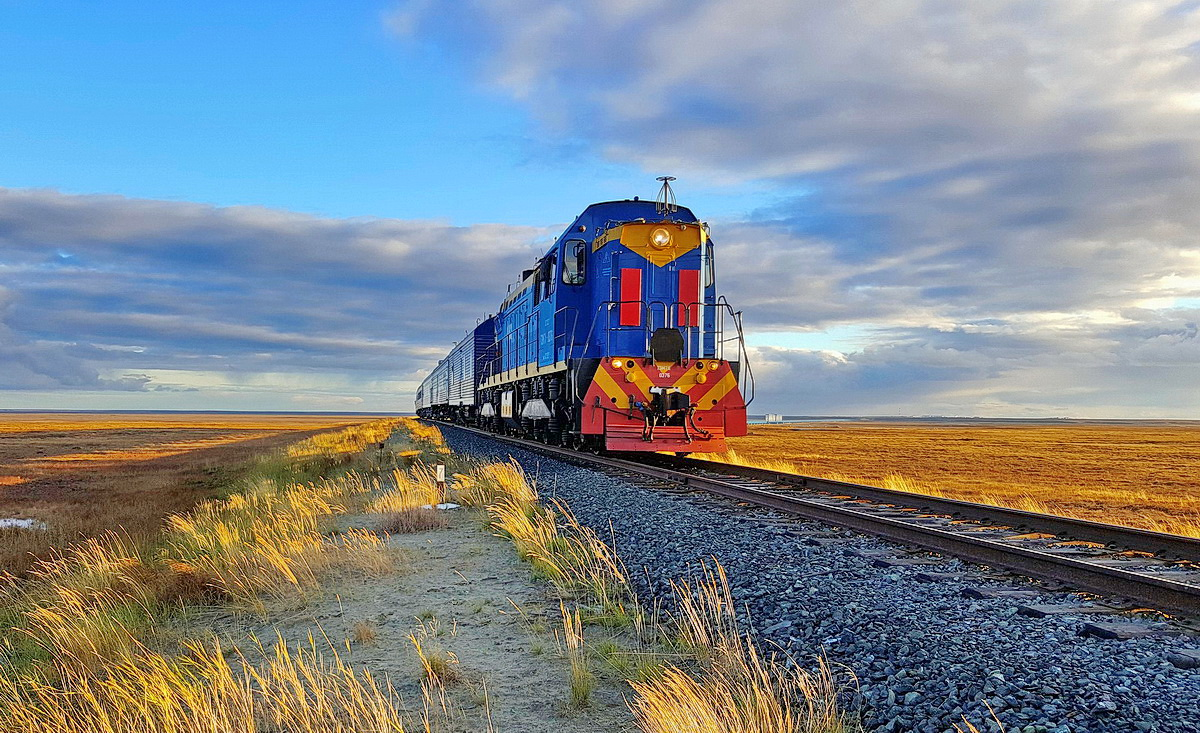
Ein Zug auf der Strecke Obskaja–Karskaja

Die Bahnstrecke Obskaja–Karskaja (russisch Желе́зная доро́га О́бская — Ка́рская) ist die nördlichste im Betrieb befindliche Eisenbahnstrecke der Welt: Sie verläuft vollständig nördlich des Polarkreises. Die Bahn dient dem Transport von Material und Personal, um Erdöl- und Erdgasfelder im Einzugsbereich der Strecke zu erschließen, eine Pipeline nach Uchta zu bauen und künftig Gaskondensat nach Süden zu transportieren.

## Geografie

### Geografische Lage
Die Neubaustrecke verläuft im Nordwesten des asiatischen Teils Russlands, vom Unterlauf des Ob auf die Jamal-Halbinsel. Die Strecke zweigt beim Bahnhof Obskaja von der „Polarkreiseisenbahn“ ab, der heutigen Strecke Tschum–Labytnangi, die von der russischen Nord-Eisenbahn betrieben wird. Der Bahnhof Obskaja liegt 15 Kilometer vor dem Streckenendpunkt Labytnangi, bei der Siedlung Obskoi etwa 10 Kilometer Luftlinie vom Fluss Ob entfernt.

### Verlauf
Die Strecke führt in zunächst vorwiegend nordöstlicher Richtung entlang dem Nordwestrand des Westsibirischen Tieflands und durch die östlichen Vorberge des Polarurals. Sie erreicht die Halbinsel Jamal und nähert sich der Baidaratabucht der Karasee, deren Ufer sie in etwa 30 Kilometer Entfernung folgt. Sie schwenkt dann in nördliche bis nordnordwestliche Richtung und durchquert die Tundraebenen der Halbinsel Jamal, bis sie etwa 50 Kilometer nördlich der Siedlung Bowanenkowo ihren gegenwärtigen Endpunkt Karskaja erreicht.
In ihrem Verlauf überquert die Strecke zahlreiche Flüsse, wozu 70 Brücken mit einer Gesamtlänge von 12 Kilometern erforderlich sind.

## Geschichte

### Sowjetzeit
Die Eisenbahnstrecke wurde in der ersten Hälfte der 1980er Jahre projektiert, nachdem auf der Halbinsel Jamal riesige Erdöl- und Erdgaslagerstätten entdeckt worden waren, insbesondere die Öl- und Gaskondensatlagerstätte Bowanenkowskoje. Diese ist eine der ergiebigsten Russlands. 1986 begann die damals staatliche Jamaltransstroi (Jamalverkehrsbau) mit dem Bau. Das Vorhaben sollte – ähnlich der Baikal-Amur-Magistrale (BAM) in den 1970er Jahren – zu einem „Allunions-Komsomolobjekt“ gemacht werden, wozu es jedoch durch die beginnende Perestroika nicht mehr kam. Ursprünglich war die Fertigstellung bis Anfang der 1990er Jahre geplant. Mit der politischen und ökonomischen Krise in der Periode des Zerfalls der Sowjetunion, wegen technischer Schwierigkeiten beim Streckenbau durch praktisch unbewohntes Gebiet und wegen der Verschiebung der Termine für die Erschließung der Öl- und Gasfelder Jamals kam der Bau zum Erliegen.

### Wiederaufnahme des Baus
1992 wurde Jamaltransstroi in eine Aktiengesellschaft umgewandelt, die zunächst den Zustand der Anlage konservierte. Bis 1997 waren über 300 Kilometer trassiert, die Gleise auf etwa 250 Kilometern verlegt und provisorischer Güter- und Personenverkehr bis zur Station Pajuta (km 189) möglich.
Als sich nach der Jahrtausendwende die Pläne Gazproms zur Erschließung Jamals konkretisierten, beschloss der Konzern 2003 gemeinsam mit dem russischen Eisenbahnministerium (MPS) und der Verwaltung des Autonomen Kreises der Jamal-Nenzen, auf dessen Territorium die gesamte Strecke verläuft, den Weiterbau. Dieser wurde in Folge hauptsächlich von Gazprom finanziert und vorangetrieben und von der durch Gazprom kontrollierten Jamaltransstroi gebaut. An der Strecke wurden bis 2009 fünf Bahnhöfe und zwölf Ausweichstellen (russisch: rasjesd) errichtet, später noch weitere. Einige während der Bauphase genutzte Ausweichstellen sind mittlerweile außer Betrieb oder wieder abgebaut.

### Zweite Krise
Im September 2009 versuchte Gazprom, die Strecke an die RŽD loszuwerden: Der Vorstandsvorsitzende von Gazprom, Alexei Miller, bot sie der RŽD für 130 Milliarden Rubel (damals über 3 Milliarden Euro) an, was den bis dahin in den Bau investierten Mitteln entsprach. Der damalige Ministerpräsident Wladimir Putin befürwortete den Verkauf, der Bahnchef Wladimir Jakunin lehnte die Übernahme dagegen ab, da dieser Betrag der knappen Hälfte des gesamten jährlichen Investitionsumfangs der RŽD entsprach und damit die verfügbaren Mittel überstiege. Auch sei eine Wirtschaftlichkeit des Betriebes der Strecke auf Dauer nicht zu erwarten.

### Fertigstellung
Am 24. September 2009 wurde die Juribei-Brücke eröffnet. Seit dem 10. Januar 2010 konnte die Strecke durchgängig bis Bowanenkowo, seit Juli 2010 bis zum Streckenkilometer 557, im Januar 2011 provisorisch bis zum gegenwärtigen Endbahnhof Karskaja befahren werden und am 15. Februar 2011 fand dann die offizielle Eröffnung der Gesamtstrecke statt.

## Betrieb
Die Eisenbahnstrecke wird von der Gazprom-Tochtergesellschaft Gazpromtrans im nichtöffentlichen Verkehr betrieben.

### Infrastruktur
Sie ist eingleisig und wurde in der in Russland üblichen Breitspur von 1520 mm erbaut. Die zulässige Höchstgeschwindigkeit liegt bei 40 km/h.
Für die Errichtung des Unter- und Oberbaus sowie der Brücken wurden spezielle neue Gefrier-Technologien angewandt, die vermeiden, dass der Permafrostboden während des Baus so weit erwärmt wird, dass er taut und instabil wird. Die längste der Brücken, auf denen die Strecke verläuft, ist die Juribei-Brücke. Sie quert den gleichnamigen Fluss und ist mit einer Länge von 3893 Meter die längste Brücke nördlich des Polarkreises weltweit.

### Fahrzeuge
Als Lokomotiven werden von der RŽD gekaufte oder angemietete Diesellokomotiven verschiedener Baureihen, so 2TE10, 2TE116, TEM2, TEM7 und TEM18 eingesetzt. Der Einsatz neuer russischer Diesellokomotiven der Baureihe 2TE25K ist im Gespräch. Zuletzt wurden 20 kasachische TE33A gekauft, die seit 2009 in Astana nach der Modifikation ES44ACI der Evolution Series von GE Transportation Systems in Lizenz gefertigt werden.
Für den Personenverkehr werden die in Russland üblichen Schlafwagen – überwiegend Platskartny-Wagen (3. Klasse, abteillose Liegewagen), einzelne Kupeiny-Wagen (2. Klasse, Vierbettabteile) und Speisewagen eingesetzt. Wagen und Lokomotiven tragen einen eigenen blauen Anstrich in den Farben von Gazprom.

### Verkehr

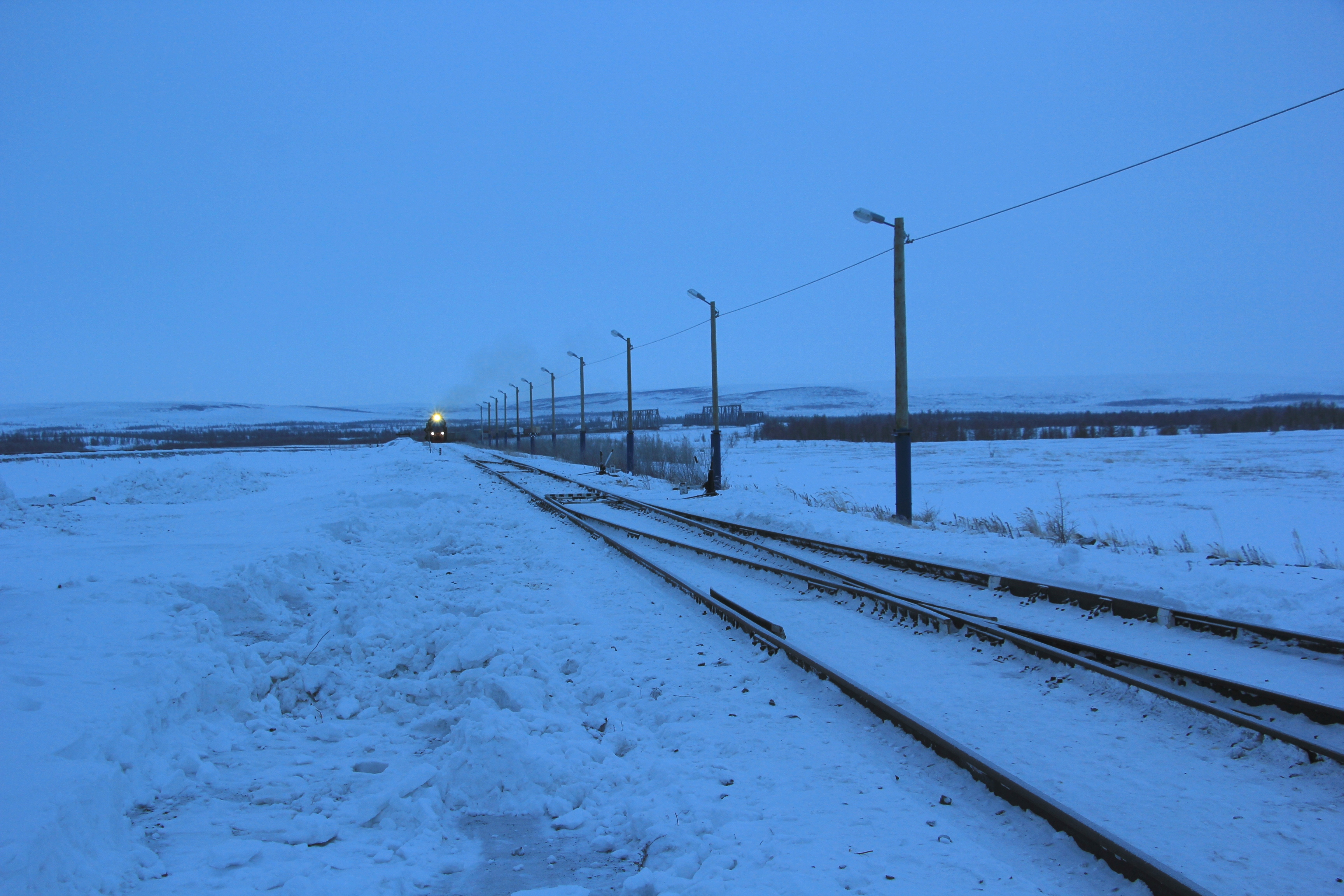
Bei Ausweiche Nr. 5

Die Bahn dient hauptsächlich dem Transport der für die Erschließung der Lagerstätten notwendigen Ausrüstungs- und Versorgungsgüter sowie dem Abtransport geförderter Rohstoffe. Sie soll verschiedene prognostizierte Erzvorkommen des Polarurals erschließen. Zu letzteren gehört beispielsweise Nowogodneje-Monto, eine Gold-Silber-Kobalt-Kupfer-Lagerstätte im Bereich des heutigen Streckenkilometers 18 mit Goldvorräten von sieben Tonnen.
Mindestens einmal wöchentlich verkehrt ein Personenzug im nichtöffentlichen Verkehr, der dazu dient, Personal von Gazprom zu befördern. Für die Mitfahrt ist sonst eine Einladung von Gazprom erforderlich, diese kann  über spezialisierte Reisebüros besorgt werden. Es wird berichtet, dass auf der Halbinsel Jamal lebende Nenzen (die dortige indigene Ethnie) die Züge nutzen dürfen. In Bowanenkowo bekommen sie  kostenlose medizinische Hilfe.

## Nördlichste Eisenbahnstrecke
Die Strecke ist die nördlichste in Betrieb befindliche Eisenbahnstrecke der Welt und zugleich die nördlichste, die Teil eines Streckennetzes ist. Die noch nördlicher gelegene Kohlebahn bei Ny-Ålesund auf Spitzbergen ist seit Jahrzehnten außer Betrieb.

## Zukunft

### Weiterbau nach Charassawei
Eine Verlängerung der Hauptstrecke von Karskaja nach Norden bis Charassawei (ca. 100 km) befindet sich im Bau, wo an der Westküste Jamals ein Hafen an der Karasee errichtet werden soll.

### Weiterbau nach Sabetta
Ende 2015 haben der Autonome Kreis der Jamal-Nenzen und Jamaltransstroi einen PPP-Vertrag über Planung, Bau und Finanzierung einer Zweigstrecke von etwa 170 km nach Sabetta geschlossen. Von dort soll verflüssigtes Erdgas verschifft werden und auch dort befinden sich mehrere Erdgaslagerstätten. Als Termin für die Fertigstellung wurde das Jahr 2019 genannt; der Vertrag hat eine Laufzeit von 21 Jahren bis 2036. Die Kosten sollen 113 Mrd. Rubel (bei Vertragsabschluss ca. 1,4 Mrd. Euro) betragen.
Die Strecke soll in Bowanenkowo von der Bestandsstrecke abzweigen und über Tambei zum neu zu errichtenden Hafen Sabetta am Obbusen an der Ostküste Jamals führen. Die Strecke soll eingleisig errichtet, der zweigleisige Ausbau jedoch offen gehalten werden. Sie soll für eine Geschwindigkeit von 50 km/h ausgelegt werden.
Nach Ablauf des Vertrages wird die Eisenbahninfrastruktur in das Eigentum des Autonomen Kreises übergehen und eventuell auf die RŽD übertragen werden.
Die wirtschaftliche Bedeutung dieser Verlängerung ergibt sich aus Funden von Erdöl, das einen hohen Anteil an Paraffinen aufweist und so ungeeignet ist, über eine Pipeline abtransportiert zu werden.

### Option
Für die Zukunft ist eine weitere Streckenergänzung von Pajuta zum Hafen Nowy Port am Obbusen an der Ostküste Jamals angedacht; dort befindet sich eine Lagerstätte wertvollen hochparaffinösen Erdöls, Nowoportowskoje, dessen Transport durch Pipelines nicht möglich ist; die Strecke würde den ganzjährigen Abtransport ermöglichen (gut 200 km).